# Wijnrood pissebedje
Het wijnrood pissebedje (Trichoniscoides albidus) is een pissebed uit de familie Trichoniscidae. De wetenschappelijke naam van de soort is voor het eerst geldig gepubliceerd in 1879 door Gustav Budde-Lund.